# David Warner (herec)
David Warner (29. července 1941 Manchester – 24. července 2022 Londýn) byl anglický herec.
V profesionálním divadle debutoval malou rolí v roce 1962 v londýnském Royal Court Theatre ve hře Sen noci svatojánské. V 60. letech se objevoval mimo jiné i v dalších Shakespearových inscenacích, roku 1965 ztvárnil titulní roli v Hamletovi v Royal Shakespeare Company. V roce 1963 se také poprvé objevil ve filmu Tom Jones, o dva roky později hrál Jindřicha VI. v cyklu BBC War of the Roses. V průběhu 70. let 20. století hrál např. ve filmech Přichází Satan! (1976), The Thirty Nine Steps (1978) či Čas po čase (1979). Roku 1981 obdržel cenu Emmy pro nejlepšího herce ve vedlejší roli v minisérii nebo filmu za roli Pomponia Falca v Masadě. V roce 1985 zahrál Reinharda Heydricha v televizním filmu Hitlerova SS: Portrét zla (tutéž postavu ztvárnil v minisérii Holocaust z roku 1978), roku 1991 se objevil ve třech epizodách seriálu Městečko Twin Peaks. Roku 1997 ztvárnil komorníka Spicera Lovejoye ve snímku Titanic.
Na přelomu 80. a 90. let 20. století hrál též ve Star Treku. Nejprve v roce 1989 ztvárnil postavu velvyslance St. Johna Talbota ve snímku Star Trek V: Nejzazší hranice, o dva roky později zahrál ve filmu Star Trek VI: Neobjevená země klingonského kancléře Gorkona a roku 1992 se objevil ve dvojdílné epizodě „Změna velení“ seriálu Star Trek: Nová generace jako cardassijský gul Madred.
Věnoval se též rozhlasové dramatické tvorbě, dabingu animovaných snímků a seriálů i počítačových her.
Zemřel 24. července 2022 ve věku 80 let na problémy spojené s karcinomem plic, který mu byl diagnostikován o 18 měsíců dříve.